# Cantó de Bedarrida
El cantó de Bedarrida (en francès canton de Bédarrides) és una antiga divisió administrativa francesa del departament de la Valclusa i del districte d'Avinyó. El cap cantonal és Bedarrida i agrupa 4 municipis.

## Municipis
- Bedarrida
- Corteson
- Sòrgas
- Vedena

## Història
| Data d'elecció                           | Identitat       | Partit | Qualitat |
| ---------------------------------------- | --------------- | ------ | -------- |
| 1973-1985                                | Fernand Marin   | PCF    |          |
| 1985-2005                                | Alain Milon     | RPR    |          |
| 2005-2015                                | Thierry Lagneau | UMP    |          |
| les dades anteriors no són pas conegudes |                 |        |          |
|                                          |                 |        |          |